# Otto van Veen

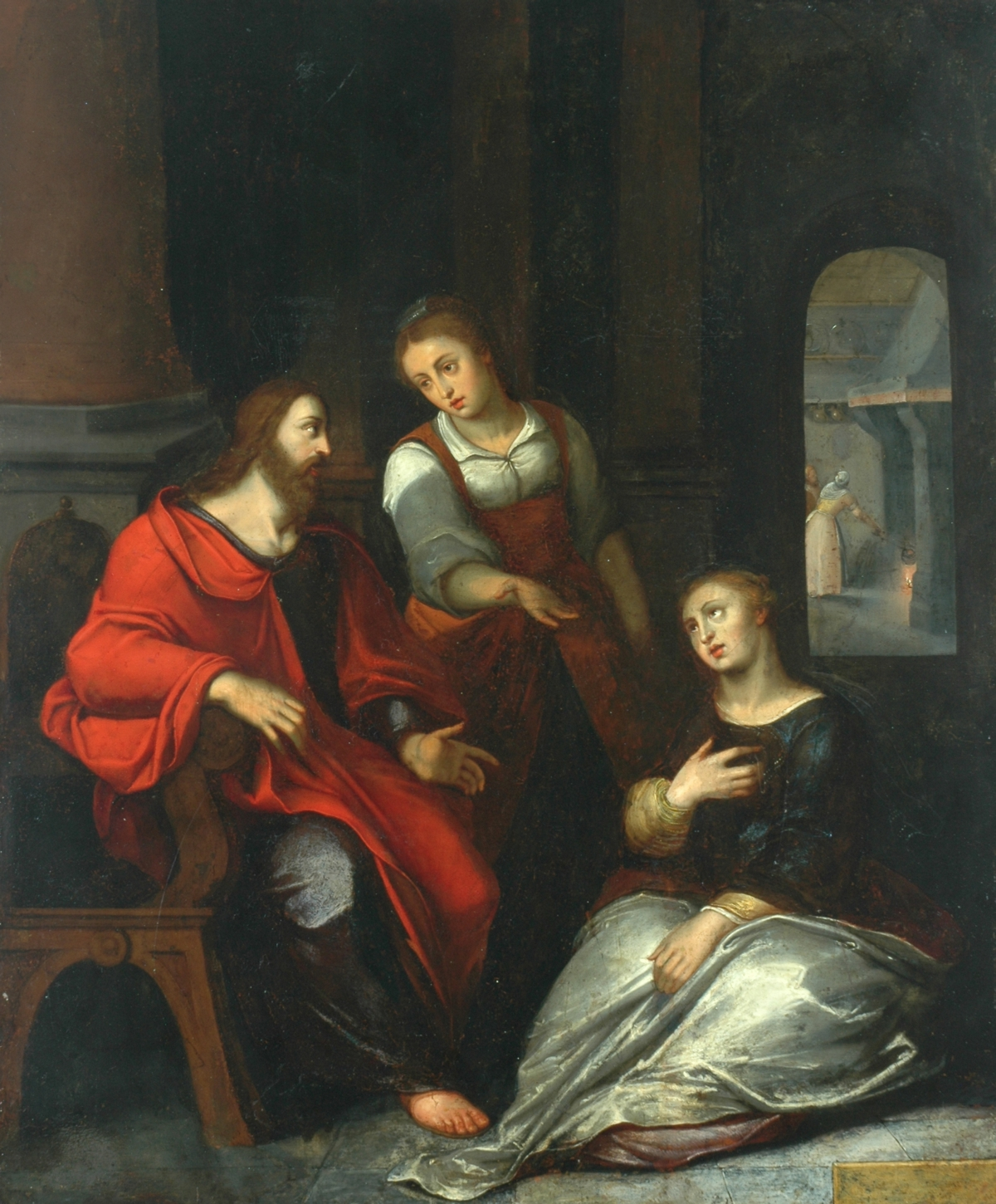
Christus bei Maria und Martha, ca. 1596–1598

Otto van Veen (* 1556 in Leiden; † 1629 in Brüssel), genannt Otto Vaenius oder Venius, war ein flämischer Maler und Zeichner.

## Leben
Van Veen entstammte einer Leidener Adelsfamilie, die den spanischen König Philipp II. unterstützte. Ab ca. 1573 lernte er in Lüttich beim Humanisten und Maler Dominicus Lampsonius (1532–1599), einem Schüler von Lambert Lombard. Seit 1576 war van Veen in Italien, wo er vermutlich in Kontakt mit Federico Zuccaro kam. Er kehrte dann über Prag und München 1583 in die Niederlande zurück, wo er Hofmaler beim Statthalter der Niederlande, Herzog Alessandro Farnese, in Brüssel wurde (1585). 1584 datiert sein bedeutendes Selbstbildnis an der Staffelei inmitten seiner Familie (Musée du Louvre, Paris). 1592 ließ er sich in Antwerpen nieder. Aus dieser Zeit stammt seine großformatige Darstellung des Letzten Abendmahls in der Liebfrauenkathedrale von Antwerpen. 1599 vollendete er seine „Kreuzigung des Heiligen Andreas“ für die St. Andries-Kerk. Ab ca. 1594 war van Veen der vielleicht bedeutendste Lehrer von Peter Paul Rubens. Bilder wie die „Versuchungen der Jugend“ in Stockholm (Schwedisches Nationalmuseum) könnten Gemeinschaftsarbeiten von Vaenius und Rubens sein, die vor dessen Aufbruch nach Italien im Jahre 1600 entstanden. Noch vor der Rückkehr seines Meisterschülers aus Italien verminderte Vaenius seine Aktivitäten als Maler und widmete sich mehr und mehr der Publikation von Emblembüchern und graphischen Serien, darunter die Emblemata Horatiana (1607) und die Amorum Emblemata (1608). 1612 erschienen in Antwerpen zwei große Radierzyklen, die Antonio Tempesta in Rom nach ihm übersandten Zeichnungen von Vaenius radiert hatte: der Krieg der Bataver gegen die Römer (Bataveraufstand) und die „Infanten von Lara“, Verbildlichung einer in Spanien populären und längst literarisch überformten Begebenheit aus dem Mittelalter. Der Künstler verstand es, beide Serien mit der Vermarktung seiner Gemälde zu verbinden. Schon 1610 hatte er eine Folge von zwölf Bildern mit Themen aus den von Tacitus geschilderten Bataverkriegen, einer Art Gründungssage der Niederlande, nach Den Haag geliefert – die meisten Sujets dieser den Sitzungssaal der Generalstaaten schmückenden Bilder (heute im Rijksmuseum in Amsterdam) finden sich in der 36 Drucke umfassenden Radierserie wieder – allerdings mit fast durchweg veränderter Komposition. Die erste Edition der 40 Drucke umfassenden Geschichte der „Infanten von Lara“ widmete er Don Rodrigo Calderón, einem vermögenden spanischen Diplomaten, der im Jahr der Publikation in Antwerpen weilte und später eine (nur noch archivalisch nachgewiesene) Folge von Gemälden gleichen Themas bei van Veen bestellte.

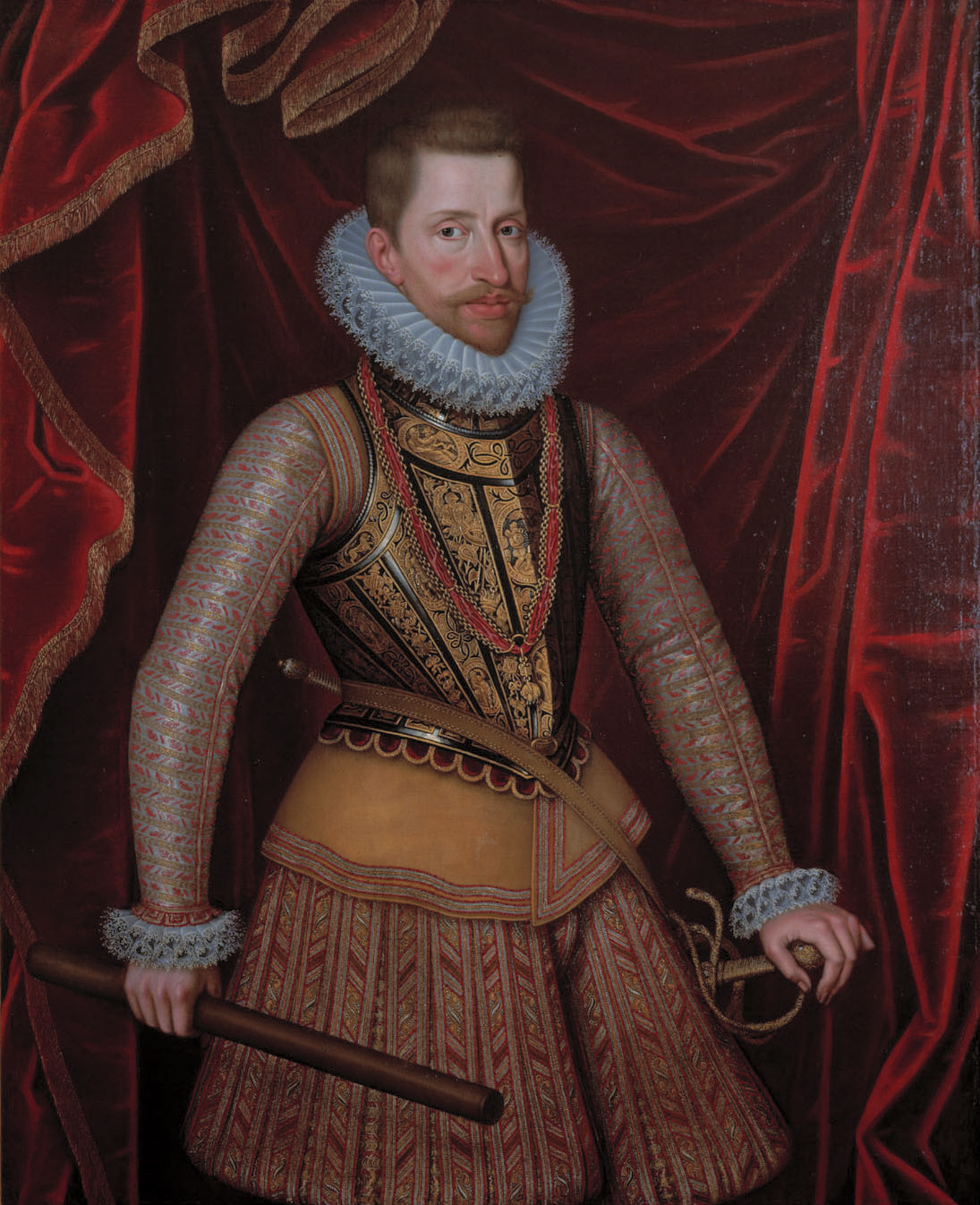
Albrecht VII. von Österreich, um 1596/97

Van Veen war auch Hofmaler von Statthalter Albrecht VII. von Österreich und dessen Frau Isabella. 1615 verlegte er seinen Wohnsitz von Antwerpen nach Brüssel.

## Werke (Auszug)
- Die Verteilung von Hering und Weißbrot nach der Befreiung von Leiden, 3. Oktober 1574, signiert und datiert: „OVV f 1574 3 10“, Öl auf Holz, 40 × 59,5 cm, Rijksmuseum, Amsterdam[1]
- Minerva beschützt die Jugend, um 1583, Öl auf Holz, 146 × 212 cm, Stockholm, Nationalmuseum.
- Ex Vino Sapienti Virtus (Übersetzung aus dem Lateinischen: Aus dem Wein fließt dem Weisen Tugend zu), um 1607, Öl auf Holz, 92 × 71 cm, Privatbesitz.
- Q. Horati Flacci emblemata. Hieronymus Verdussen, Antwerpen 1607 (Digitalisat in Münchener DigitalisierungsZentrum).
- Amorum emblemata. Hendrik Swingenius, Antwerpen 1608 (Digitalisat in Universitäts- und Stadtbibliothek Köln).
- Miles Christianus (Übersetzung aus dem Lateinischen: Der christliche Tugendkämpfer), nach 1610, Öl auf Leinwand, 158 × 114 cm, Wallraf-Richartz-Museum (Dauerleihgabe aus Privatbesitz).
- Vita D. Thomae Aquinatis. Otto Van Veen, Antwerpen 1610 (Digitalisat der Digitalen Sammlungen der Universitäts- und Landesbibliothek Düsseldorf).
- Amoris divini emblemata. Martinus Nutius und Johannes Meursius, Antwerpen 1615 (Digitalisat in Emblem Project Utrecht).
- Physicae et Theologicae conclusiones. Orsellis, 1621 (Digitalisat in Herzog August Bibliothek Wolfenbüttel).
- Emblemata sive Symbola a Principibus, viris Ecclesiasticis, ac Militaribus, aliisque usurpanda. Devises ou Emblemes pour Princes, gens d’Eglise, gens de guerre, & aultres. Hubertus Antonius, Brüssel 1624 (Digitalisat in Münchener DigitalisierungsZentrum).

## Blaufliesengemälde
Die wohl größte und einzigartige Sammlung von Kopien nach Werken des Künstlers befindet sich im Franziskanerkloster in Salvador da Bahia. Dort trifft man im Klaustrum des Klosters auf Blaufliesengemälde (Azulejos), die in Portugal hergestellt wurden und ein Geschenk des Königs von Portugal, Johann III., sind. Die Fliesengemälde folgen Kupferstichen in den Emblemata Horatiana des Otto van Veen (Antwerpen 1607).

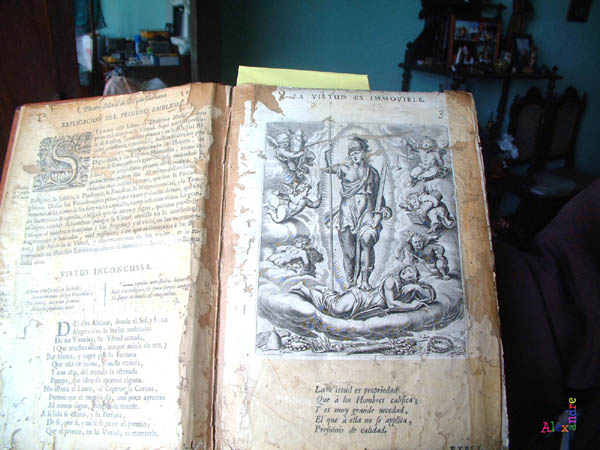
Emblemata Horatiana mit dem Werk „Virtus Inconcussa“
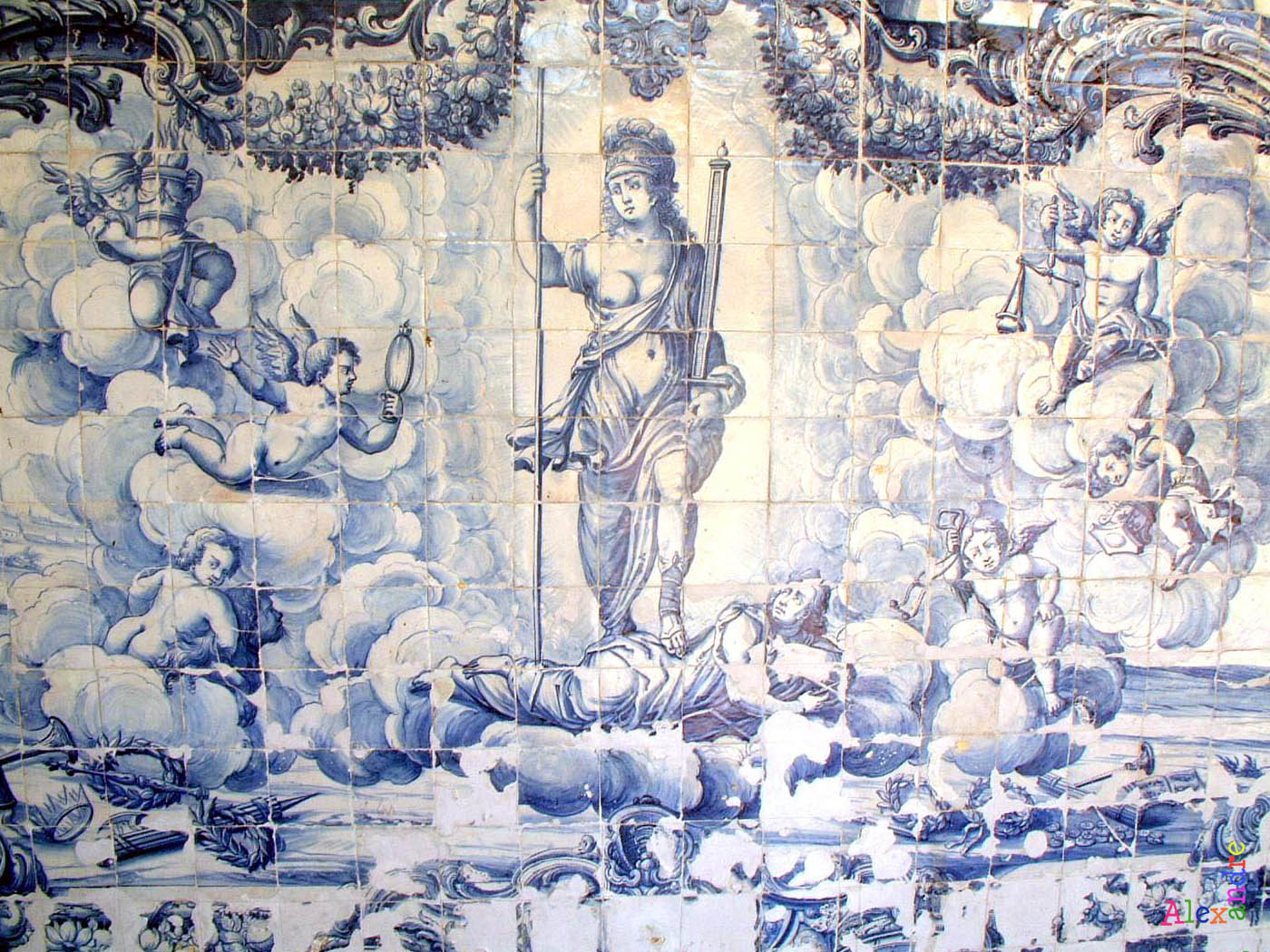
Dasselbe Emblem auf Fliesen verewigt